# Czarny Piotr
Czarny Piotr (ang. The Adventure of Black Peter) – opowiadanie Arthura Conana Doyle’a o detektywie Sherlocku Holmesie, opublikowane w czasopiśmie Collier’s Weekly w lutym 1904 (ilustracje Frederic Dorr Steele) i w The Strand Magazine w marcu 1904 (ilustracje Sidney Paget), następnie w książce Powrót Sherlocka Holmesa w marcu 1905. 
Znane też jako Harpun Czarnego Piotra.
Były kapitan statku wielorybniczego Morski Jednorożec Piotr Carey zostaje znaleziony martwy w swym domku, który nazywał kajutą. Zabito go własnym jego harpunem, zdjętym ze ściany, nastąpiło to w nocy. Rodzina i sąsiedzi odetchnęli z ulgą, gdyż znany z alkoholizmu kapitan był postrachem okolicy. Zwano go Czarnym Piotrem zarówno od brody jak i ponurego usposobienia. 
W kajucie na stole stała butelka rumu i dwie szklanki, co znaczyło, że kapitan miał gościa, był też mimo nocnej pory ubrany. U stóp zabitego leżał nóż w pochwie, wdowa rozpoznała go jako własność jej męża. Prócz tego znaleziono notes z datami i skrótami operacji giełdowych oraz wykonany z foczej skóry woreczek na tytoń z inicjałami P.C. Inspektor policji Hopkins przywiązuje wagę do notesu, Holmes do woreczka. Zdaniem inspektora inicjały na woreczku świadczą, że należał do kapitana, zaś własnością zabójcy jest notes. Detektyw zauważa, iż kapitan słynął z zamiłowania do trunków, nie był zaś palaczem.
Motywem zabójstwa był zapewne napad rabunkowy. Widać, że na jednej półce w kajucie czegoś brakuje. Mogła to być książka, bądź jakieś pudło mówi Holmes.
Świeże zadrapania na zamku świadczą, że ktoś próbował otworzyć drzwi kajuty. Detektyw i policjant zgodnie przypuszczają, że zabójca spróbuje wrócić po zgubioną własność. Zastawiają pułapkę. W nocy schwytany zostaje młody człowiek, przedstawiający się jako John Hopley Neligan, syn zaginionego kilka lat wcześniej bankiera, współwłaściciela spółki która zbankrutowała. Wraz z owym bankierem zaginęły też papiery wartościowe, przez co uznano go za defraudanta. Ostatnio część z papierów wypłynęła na rynku, a ślad prowadził do kapitana.
Inspektor jest pewny, że schwytał zabójcę. Holmes zauważa, iż do ciskania harpunem trzeba dużej siły i zręczności, zatem zabójcą musiał być inny harpunnik, zapewne znajomy Careya, być może członek jego dawnej załogi. Jako kapitan Basil ogłasza werbunek wielorybników, szukając w zgłoszonych ofertach kogoś o inicjałach P.C.
Ekranizacja z 1968 r. w serialu produkcji BBC (Holmes Peter Cushing, Watson Nigel Stock).